# Prodentobunus unispinosus
Prodentobunus unispinosus is een hooiwagen uit de familie Sclerosomatidae.